# بروك وستكوت
بروك فوس وستكوت (باللاتينية Brooke Foss Westcott) رجل كنيسة وثيولوجي إنكليزي، كان أسقف درم في إنكلترا من 1890 حتى وفاته سنة 1901.

## دراسات نصية للعهد الجديد
عمل وستكوت باستمرار في النقد النصي خلال تحضيره لنسخة من العهد الجديد وفي الوقت نفسه تحضير نسخة بالتعاون مع فنتن هورت. وخلال هذه السنوات كان وستكوت ولايتفوت وهورت يجتمعون كثيرا لنقاش العمل.
ظهر سنة 1881 نص وستكوت وهورت الشهير للعهد الجديد، والذي كلف تقريبا ثلاثين سنة من العمل المستمر.

## روابط خارجية
- بروك وستكوت على موقع الموسوعة البريطانية (الإنجليزية)